# مانتیسلو (مینه‌سوتا)
مانتیسلو، مینه‌سوتا (به انگلیسی: Monticello, Minnesota) یک شهر در ایالات متحده آمریکا است که در شهرستان رایت واقع شده‌است.

## خصوصیات
مانتیسلو ۲۳٫۱۵ کیلومترمربع مساحت و ۱۲٬۷۵۹ نفر جمعیت دارد و ۲۸۲ متر بالاتر از سطح دریا واقع شده‌است.